# ヤーヒモフ
ヤーヒモフ（チェコ語: Jáchymov、チェコ語発音: [ˈjaːxɪmof]）はチェコのボヘミア北西部にある温泉町であり、カルロヴィ・ヴァリ州に属する。ドイツ語ではもともと Thal、のち Sankt Joachimsthal あるいは Joachimsthal（ヨアヒムスタール、聖ヨアキムの谷）と呼ばれた。ここは標高733メートルで、その名の由来となったエルツ山地の聖ヨアキム谷 (St. Joachim's valley) にあり、ドイツとの国境に近い。
16世紀以降ここで鋳造された「ヨアヒムスターラー」銀貨は、略して「ターラー」と呼ばれるようになり、「ドル」やそれに類似した多くの通貨名の語源となった。

## 歴史

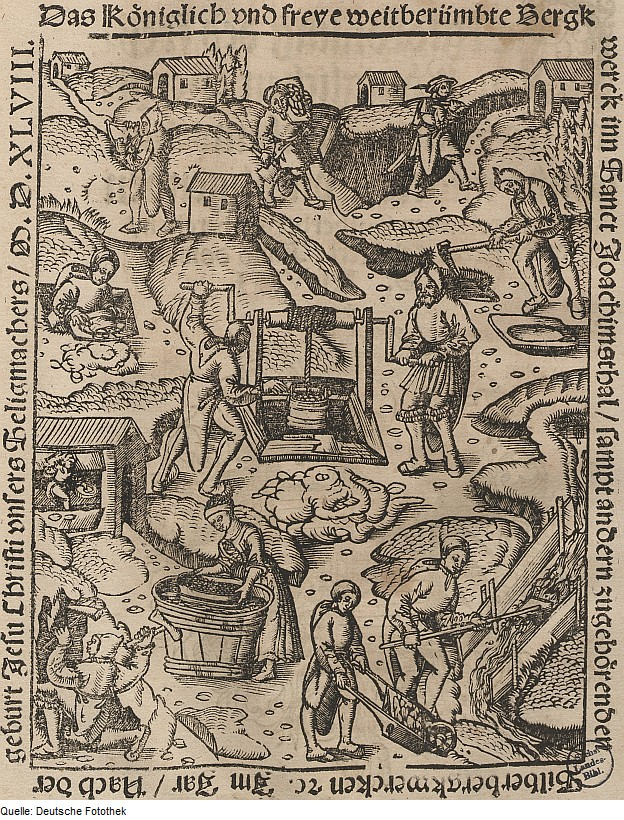
ヤーヒモフでの銀採掘（1548年）

16世紀はじめに、ヨアヒムスタールで銀が発見された。この価値ある資源の開拓はこの地を急速に発展させ、ここを領地としていた Counts von Schlick はボヘミアで最も裕福な貴族となった。Schlick 家が鋳造させた貨幣は「ヨアヒムスターラー」と呼ばれ、その名は「ターラー」や「ドル」に受け継がれている。ヨアヒムスタールの鉱石採掘と精錬技術は評判となり、それらに科学的興味を惹かれたゲオルク・アグリコラは1520年代後半にここを訪れて観察・研究を行い、それを元に金属工学という新分野の学問を切り開いた。
1523年に宗教改革が始まった。シュマルカルデン戦争（1546-47年）ではしばらくの間、ヨアヒムスタールはサクソン人に占領された。1621年に対抗宗教改革とカトリック復権運動 (re-Catholicisation) がこの町に及ぶと、多くのプロテスタント住民と山岳地方出身者たちは、近くのザクセン州に移住していった。
1898年以降、町の名はヨアヒムスタールからヤーヒモフに変わり、1918年まではオーストリア＝ハンガリー帝国の一部としてボヘミアに94あった行政区 "Bezirkshauptmannschaften" のひとつ（町名と同名）の中核市となった。
19世紀までこの町には王宮があり、鉱山と製鉄を管理するための役所も置かれていた。この頃もまだ鉱山が主要産業であり、国営のものと私営のものがあった。銀鉱石（1885年の採掘量は11.35トン）以外にも、ニッケル、ビスマス、ウランの鉱石が採掘された。他の産業としては、たばこの大工場が1,000人の女工を雇っていた。加えて、手袋、コルク、ボビンレースの加工工場があった。
1873年3月31日の大火で、町は殆ど全焼した。
20世紀初頭にマリ・キュリーは、ヨアヒムスタールで採掘された、閃ウラン鉱を含んだ何トンもの瀝青ウラン鉱からラジウム元素を発見し、それによってノーベル化学賞を受賞した。第一次世界大戦まで、ここはラジウムを入手できる世界で唯一の場所だった。
1906年にこの地で世界初のラドン温泉が開かれ、カルロヴィ・ヴァリ、フランティスコヴィ・ラーズネ、マリアーンスケー・ラーズニェと同様に、この地域での有名温泉地の仲間入りをした。
1929年にプラハの Dr Löwy は、鉱山の「神秘的な放射」が癌を引き起こすことを立証した。新たに換気・給水対策がとられ、鉱夫たちにはより高い給与とより長い休暇があてがわれたが、死亡率は高いままだった。
1938年にこの地はズデーテン地方の一部としてドイツに併合された。1945年にドイツ語圏の人々は追放され、入れ替わりにチェコ人が移り住んだ。（ベネシュ布告も参照のこと）

## 現代
1948年にチェコで共産主義政権が成立すると、町の中や周辺に大きな囚人キャンプがいくつも建てられた。新体制に逆らった人々は、過酷な環境のもとでウラン採掘に従事させられた。この時期のヤーヒモフの平均余命は42年だった。
ウランの採掘は1964年に終了した。かつてのウラン鉱山に生じた放射性熱水泉は、医師の監督のもと、神経疾患やリウマチ症患者への治療に使われている。これらの熱水泉は、継続的に発生する放射性ガスラドン (222Rn) が水に溶け込んだものである。

## 近隣の観光地
ここから遠くないところ、Plešivec 山のふもとに、かつてカプチン・フランシスコ修道会の修道院 "Mariasorg" ("Mariánská") が建っていた。これは1950年代に取り壊された。
Veseřice の谷から、エルツ山地の最高地点（1244メートル）である Klínovec までチェアリフトが設けられている。

## 関連人物
- ゲオルク・アグリコラ (1494年-1555年) - 「鉱物学の父」と呼ばれる化学者であり、この町の医者でもあった。